# Antoinette Nsamba Kalambayi
Antoinette N'Samba Kalambayi, née le 26 juillet 1964, est une femme politique de la république démocratique du Congo,  membre de l’Union pour la Démocratie et le Progrès Social (UDPS/Tshisekedi). Elle est députée nationale élue de la circonscription de Lukunga depuis 2024. Ancienne ministre des Mines (2021–2024), elle possède une longue carrière au sein du ministère des Mines, ainsi qu’un engagement militant au sein de l’UDPS et de la société civile congolaise,.
Antoinette N'Samba Kalambayi est une femme politique congolaise,

## Biographie
Antoinette N'Samba Kalambayi est une femme politique congolaise, cadre de l'Union pour la démocratie et le progrès social (UDPS) et membre de la Commission Électorale Permanente[réf. souhaitée].
Elle est nommée le 12 avril 2021 Ministre des Mines dans le gouvernement de Jean-Michel Sama Lukonde Kyenge sous la présidence de Félix Tshisekedi.
Elle est une ancienne étudiante de la faculté de droit public interne de l'université de Kinshasa.
En janvier 2024, après publication des résultats provisoires des élections législatives du 20 décembre 2023, elle est élue député national dans la circonscription de Lukunga à Kinshasa.

## Carrières politiques
Législature 2024 à 2028, elle élue à l’Assemblée nationale de la République Démocratique du Congo, elle représente la circonscription de Lukunga. Son mandat s'inscrit dans une dynamique de proximité avec la population, mettant en avant la défense des droits des citoyens, la promotion de la bonne gouvernance et le contrôle parlementaire effectif sur l'action gouvernementale.
2021 à 2024, elle est nommée à la tête du ministère des Mines, elle a eu la responsabilité de coordonner la politique nationale en matière d’exploitation minière, d’assurer la transparence dans la gestion des ressources naturelles et de promouvoir la gouvernance du secteur extractif. Son passage au gouvernement s’est notamment illustré par la mise en place de mécanismes de traçabilité et de lutte contre la fraude minière.
2000 à 2021, elle est  membre de la Commission Électorale Permanente (CEP) – UDPS / TSHISEKEDI. Elle a pris une part active à l’organisation interne des structures électorales au sein de l’Union pour la Démocratie et le Progrès Social (UDPS), contribuant à la préparation des échéances électorales du parti et à la structuration de ses mécanismes démocratiques internes.
2000 à 2021, Militante et Cadre de la Cellule CAC Mbinza Ozone (C/Ngaliema) – UDPS / TSHISEKEDI. En parallèle de ses responsabilités électorales, elle a été une actrice de terrain, animant la cellule locale de Mbinza Ozone. Elle y a œuvré pour l’implantation du parti dans les quartiers populaires et la mobilisation des militants autour du projet politique de l’UDPS.
2000 à 2021, Activiste – Société Civile, Engagée dans plusieurs mouvements citoyens, elle a porté la voix des sans-voix et milité pour une société plus juste, plus inclusive et respectueuse des droits humains. Son engagement s’est manifesté dans des actions communautaires et dans la sensibilisation sur des thématiques liées à la démocratie, la paix et la participation citoyenne.
2000 à 2021, elle est Coordonnatrice Nationale du Forum des Leaders, elle a dirigé cette plateforme de concertation et d’actions politiques rassemblant des acteurs de la société civile et des mouvements politiques, visant à renforcer les capacités de leadership des femmes et des jeunes dans les processus de prise de décision.

## Carrières professionnelles
Depuis 2020, elle est auditrice certifiée dans le cadre du programme CTC, mis en œuvre par le Ministère des Mines et en collaboration avec la coopération allemande (BGR), visant à garantir la traçabilité et la conformité des chaînes d'approvisionnement des minerais.
Depuis 2023, Eelle fait partie du personnel inspecteur du Ministère des Mines, dans l'attente d’une affectation dans une entité provinciale ou centrale. Cette position atteste de son expertise technique et de sa rigueur administrative.
Depuis 1997 , Inspectrice Cheffe de Division à la Direction de l'Inspection Minière – Secrétariat Général des Mines. Forte de plus de deux décennies d'expérience dans l'administration minière, elle supervise les activités d’inspection des exploitations minières, veille au respect du Code Minier, et joue un rôle clé dans le suivi des opérateurs miniers.

## Diplômes & Formations
- 2020-2021 : Auditrice Certified Trading Chains (CTC), Bundesanstalt für Geowissenschaften und Rohstoffe (BGR)
- 2016-2017 : Certificat d’Aptitude à la Profession d’Avocat (CAPA), Barreau de Kinshasa-Gombe
- 2013-2015 : Licence en Droit Public Interne, Université de Kinshasa (UNIKIN)

- 1984 : Diplôme d’État, Athénée de Lemba[3]

## Competences
- Leadership Stratégique
- Expertise Technique en Mines
- Administration Publique
- Gestion Prévisionnelle des Emplois et Compétences
- Diplomatie
- Écoute active
- Communication institutionnelle

- Gestion des Risques & Conformité Réglementaire[3]

## Publications
La Commission Électorale Nationale Indépendante de la République Démocratique du Congo : Jouit-Elle de Son Indépendance Organique et Fonctionnelle ?
Dans cet essai, publié aux Éditions du Panthéon le 7 octobre 2016, l’auteure analyse de manière critique le fonctionnement de la CENI. Elle met en lumière les limites de son indépendance réelle, notamment à travers le mode de désignation de ses animateurs et les influences politiques qu’elle subit. L’ouvrage dénonce un système qui favorise le maintien au pouvoir de certaines élites au détriment de la volonté populaire,.

## Réalisations
- Décembre 2023 : Inauguration du Pont de Vunda Manenga, un projet structurant facilitant la mobilité des populations et l’écoulement des produits agricoles.
- Construction et Inauguration du Siège UDPS / TSHISEKEDI Lukunga, un bâtiment moderne servant de cadre pour les activités politiques et sociales du parti dans la circonscription.

- Projet de Développement Local : Diverses initiatives ont été lancées dans sa circonscription pour améliorer les conditions de vie des populations, en particulier en matière d’accès à l’eau, à la santé et à l’éducation[3].